# Landelijk Overleg Minderheden

logo van het LOM.

Het Landelijk Overleg Minderheden (LOM) was van 1997 tot 2015 in Nederland de officiële overlegstructuur waarin de erkende inspraakorganen van etnische minderheidsgroepen overleg voerden met de Nederlandse overheid over voor hen relevante politieke en maatschappelijke ontwikkelingen. Toelating tot het LOM gebeurde op voorspraak van de minister. De volgende acht organisaties werden in het LOM vertegenwoordigd:
- LIZE, Overlegpartner rijksoverheid voor de Zuid-Europese gemeenschappen;
- Samenwerkingsverband van Marokkaanse Nederlanders (SMN);
- Inspraakorgaan Turken (IOT);
- Inspraakorgaan Chinezen (IOC);
- Vluchtelingenorganisaties Nederland (VON);
- Surinaams Inspraak Orgaan (SIO);
- Overlegorgaan Caribische Nederlanders (OCaN);
- BUAT, Platform voor Molukkers.